# Velibor Topić
Velibor Topić je hrvatski glumac iz Bosne i Hercegovine. Glumio je u nekoliko filmova, među kojima je jedan najpoznatijih Živi i mrtvi.

## Spoljašnje veze
- Velibor Topić na sajtu  (jezik: engleski)